# Трансдукция (генетика)
Трансду́кция (от лат. transductio — перемещение) — процесс переноса ДНК между клетками при помощи вирусов. Примером трансдукции является перенос бактериальной ДНК из одной клетки в другую бактериофагом. Общая трансдукция используется в генетике бактерий для картирования генома. К трансдукции способны как умеренные фаги, так и вирулентные, последние, однако, уничтожают популяцию бактерий, поэтому трансдукция с их помощью не имеет большого значения ни в природе, ни при проведении исследований.
Трансдукция была описана Нортоном Зиндером и Джошуа Ледербергом в 1952 году у Salmonella (при анализе причин изменения наследственных признаков у некоторых штаммов бактерии Salmonella typhinurium при их совместном выращивании). Они наблюдали восстановление нормальных фенотипов у ауксотрофных штаммов, и доказали, что перенос генетического материала мог осуществлять только вирус.

## Механизм
Трансдукция — это опосредованная фагами передача ДНК между бактериальными клетками. Ключевой этап этого процесса — упаковка переносимой ДНК в головку фага во время литической фазы его жизненного цикла, то есть когда клетка погибает, высвобождая наружу вирусные частицы. Как правило, при сборке вирусных частиц в головку фага попадает его собственная ДНК, но изредка случаются ошибки, когда в головку фага попадают фрагменты бактериальной ДНК, которые могли образоваться, например, при вызванном фагом разрушении бактериальной хромосомы. Фаговые частицы, содержащие фрагменты бактериальной ДНК, называют трансдуцирующими частицами. Они могут заражать клетки как нормальные фаги, так как имеют все необходимые для этого гены. Когда после прикрепления к клетке фаг впрыскивает в неё свою геномную ДНК, он впрыскивает и бактериальную ДНК, содержащуюся в его головке. Любопытно, что трансдукция возможна и во время литического цикла.
К трансдукции способны не все фаги. К ней способны лишь те фаги, которые вызывают фрагментацию бактериальной геномной ДНК на фрагменты нужного размера, чтобы они поместились в капсид. Иногда в вирион попадает не геномная ДНК бактерии, а плазмида, которая после попадания в следующую заражённую клетку продолжит удваиваться. Фрагменты генома, переносимые фагами, напротив, к репликации неспособны; их удвоение возможно лишь в том случае, если они смогут интегрироваться в хромосому бактерии-реципиента. Если фрагмент бактериального генома так и останется свободным, он в течение нескольких поколений будет попадать в одну из дочерних клеток при делении; такую трансдукцию называют абортивной.
Когда фаги переходят от лизогенной к литической фазе жизненного цикла и вырезаются из генома хозяина, они иногда захватывают с собой небольшие участки бактериальной ДНК. Поскольку в этих случаях количество бактериальной ДНК, попавшей в вирусную частицу, очень мало и ограничивается одним или несколькими генами, то такую трансдукцию называют специализированной. Так, фаг λ кишечной палочки Escherichia coli может трансдуцировать лишь два гена: gal, отвечающий за усвоение галактозы, и bio, участвующий в синтезе биотина. Изредка могут возникать так называемые гетерогеноты — клетки, у которых ген, переносимый некоторым фагом, есть и в свободном виде, и в составе генома.

## Трансдукционное картирование
Трансдукцию применяли для картирования генов бактериальных хромосом. Метод основан на том, что фрагменты бактериальной ДНК, переносимые при трансдукции, достаточно велики и могут содержать целый ряд генов, поэтому близко расположенные гены могут при трансдукции переноситься одновременно (котрансдукция). Чем меньше гены сцеплены, тем меньше наблюдается котрансдукция. На основе этой информации можно восстановить порядок следования генов на бактериальной хромосоме.